# Tiputini (flygplats)
Tiputini är en flygplats i Ecuador. Den ligger i den östra delen av landet, 300 km öster om huvudstaden Quito. Tiputini ligger 220 meter över havet.
Terrängen runt Tiputini är mycket platt.  Trakten runt Tiputini är nära nog obefolkad, med mindre än två invånare per kvadratkilometer. I omgivningarna runt Tiputini växer i huvudsak städsegrön lövskog.